# Colma
Colma — четвёртый студийный альбом гитариста-виртуоза, известного под псевдонимом Buckethead, издан в 1998 году лейблом CyberOctave.

## Об альбоме
После ряда альбомов, звучащих в стиле прог-рока и дарк-эмбиента, авангардного и фанк-метала, Бакетхэд записал полностью акустический альбом с небольшим вкраплением бас-гитары и ударных. В качестве приглашённых музыкантов на нём появились: музыкальный продюсер Билл Ласвелл, выпускник музыкального колледжа Бёркли Терри Антэлан и Луи Куинтанилла по прозвищу Диджей Диск. Бакетхэд посвятил Colma своей матери, страдавшей от рака толстого кишечника, с тем, чтобы она наслаждалась прослушиванием музыки при восстановлении. Своё название альбом получил от небольшого города Колма, близ Сан-Франциско, штат Калифорния, в котором зарегистрировано больше мёртвых, чем здравствующих жителей. Colma внесён в архив немецкой национальной библиотеки.

## Отзывы
Джеймс Лейн из CMJ New Music Report в своём обзоре Colma сравнил Бакетхэда с «Бахом современной музыки». Рецензент The Independent Энди Гилл в целом описал альбом как «задумчивый», особо отметив композицию «Colma», «закрывающую альбом как мерцание давно умершей звезды». Обозреватель The Daily Vault Джефф Клаттербакк выделил «подлинно эмоциональный» трек «Watching the Boats With My Dad», «столь тоскливый и текущий так нежно, что вы верите — он был вдохновлён рельным моментом».

## Список композиций
| №   | Название                         | Длительность |
| --- | -------------------------------- | ------------ |
| 1.  | «Whitewash»                      | 4:44         |
| 2.  | «For Mom»                        | 5:10         |
| 3.  | «Ghost»                          | 5:29         |
| 4.  | «Hills of Eternity»              | 5:07         |
| 5.  | «Big Sur Moon»                   | 1:13         |
| 6.  | «Machete»                        | 6:18         |
| 7.  | «Wishing Well»                   | 4:03         |
| 8.  | «Lone Sal Bug»                   | 5:32         |
| 9.  | «Sanctum»                        | 3:42         |
| 10. | «Wondering»                      | 2:16         |
| 11. | «Watching the Boats with My Dad» | 5:07         |
| 12. | «Ghost (Part 2)»                 | 2:31         |
| 13. | «Colma»                          | 3:15         |

## Участники записи
- Бакетхэд — гитара, бас-гитара
- Брайан Мантиа — ударные
- Диджей Диск — звуковые эффекты («Machete», «Hills of Eternity» и «Lone Sal Bug»)
- Билл Ласвелл — бас-гитара («Machete»)
- Терри Антэлан — виолончель, альт («Wondering» и «Lone Sal Bug»)